# برانيسلاف ستانيتش
برانيسلاف ستانيتش (بالصربية: Бранислав Станић)‏ هو لاعب كرة قدم صربي في مركز الوسط، ولد في 30 يوليو 1988 في بلغراد في صربيا. لعب مع راد بيوغراد ونادي بارتيزان ونادي دوردوي بيشكك وهايدوك كولا.

## وصلات خارجية
- برانيسلاف ستانيتش على موقع قاعدة بيانات كرة القدم.إي يو (الإنجليزية)
- برانيسلاف ستانيتش على موقع Soccerway.com (الإنجليزية)
- برانيسلاف ستانيتش على موقع عالم كرة القدم.نت (الإنجليزية)